# Championnat du Sénégal de football
Le Championnat du Sénégal de football, appelé « Ligue 1 » et parfois abrégé L1, est le championnat professionnel de football masculin de plus haut niveau de la Ligue sénégalaise de football professionnel. Il regroupe les meilleurs clubs du Sénégal.
Crée en 1960, son nom d'origine est « Division 1 » jusqu'en 2009 avant de prendre son nom actuel de « Ligue 1 ».
L'ASC Jaraaf est le club le plus couronné de la compétition avec treize titres de champion.

## Ère professionnelle

### (depuis 2009)
Après des années passées sous l'ère amateur, le CNF (Comité de Normalisation du Football) décide de professionnaliser le football sénégalais. La Ligue Sénégalaise de Football Professionnel (LSFP) une institution rattachée à la Fédération sénégalaise de football (FSF), est chargée de l'organisation, du contrôle, du suivi, de la régularisation et du respect par les clubs des règles normatives de gestion administrative et financière.
Dans le cadre de ce contrôle, les clubs sont tenus de produire à la première quinzaine de chaque mois, un bordereau récapitulant toutes les opérations financières effectuées par le club. À la fin de la saison, les clubs sont tenus d’adresser à la LSFP leurs états financiers.
La saison 2009 se joue avec 18 clubs professionnels qui sont choisis après que les anciens clubs de D1 aient déposé leur candidature pour le championnat professionnel. Les clubs qui tiennent à prendre part à ce championnat ont sous contrat 25 footballeurs divisés en deux groupes : un premier groupe de 18 joueurs qui émargent à 75 000 francs minimum (114 €) et un second groupe de 7 joueurs qui sont payés à un minimum garanti de 50 000 francs (76 €). Ces salaires concernent la ligue 1. Quant à la ligue 2, le club doit disposer de 25 joueurs ayant une rémunération de 50 000 francs minimum (76 €).
En plus d’être régulièrement affiliés à la Fédération sénégalaise de football (FSF), les clubs qui prennent part à ces championnats doivent s'organiser en société commerciale (SA ou SARL). Autre condition à remplir : justifier d’un budget de 50 millions de francs CFA (76 000 €) pour la ligue 1, de 40 millions de francs CFA (61 000 €) pour la ligue 2 et d’une disponibilité en trésorerie d’un montant équivalent à 50 % du budget requis au moment du dépôt de la candidature (attestation de solde ou cautionnement bancaire).
L’équipe désirant prendre part à ces compétitions, a l’obligation d’engager un encadrement technique comprenant au moins un entraîneur titulaire du 2e degré, un staff médical avec au moins un infirmier et un administratif et doit disposer d’un siège fonctionnel.

## Organisation du championnat
Le nombre d'équipes participant au championnat de Ligue 1 diminue et passe de 18 équipes au cours de la saison 2010, à 16 équipes pour la saison 2010-2011. Pour l'édition 2010-2011, le championnat se joue en une seule poule contrairement aux éditions 2009 et 2010 qui se jouent en deux poules.
Le classement du championnat est établi à l'issue d'une série de matchs aller-retour au cours de laquelle chaque club rencontre les autres équipes une fois à domicile et une fois à l'extérieur. À l'issue de la saison, le champion est qualifié pour la Ligue des Champions de la CAF tandis que son dauphin joue la Coupe de l'UFOA.
Le nombre d’équipes participant au championnat de Ligue 1 augmente et repasse de 16 équipes à 14 auparavant  au cours de la saison 2024-2025 la décision pris par le comité exécutif de la fédération sénégalaise de football (COMEX).
Les Ligue sénégalaise de football professionnel ont décider de jouer avec une seule marque de ballon, pour ces début elle commence avec la marque Givova.
La Ligue sénégalaise de football professionnel (LSFP) va lancer à partir du 1er février 2024 un nouveau type de contrat
(LSFP) annonce que à partir de la saison 2024-2025 les matchs seront diffusés sur le site , avec le système de diffusion Pay Per View.
Auparavant certains matchs étaient diffusés sur les chaîne nationale 2stv et RTS.

## Palmarès
Depuis le premier championnat du Sénégal professionnel organisé pour la saison 1959-1960 jusqu'à la saison 2023-2024, 61 titres ont été mis en jeu. Sur les 20 clubs qui sont parvenus à remporter le championnat, le plus titré est l'ASC Jaraaf avec douze titres, suivi de l'ASC Jeanne d'Arc avec dix titres et l'AS Douanes avec six titres. L'ASC Jaraaf et l'ASC Jeanne d'Arc sont les clubs ayant remportés le plus de titres consécutifs, à savoir sept entre 1975 à 1977 pour l'ASC Jaraaf et de 2001 à 2003 pour l'ASC Jeanne d'Arc.
Le tableau suivant liste les clubs vainqueurs du championnat du Sénégal, le nombre de titre(s) remporté(s) et les années correspondantes par ordre chronologique.
| Rang | Clubs                 | Titre(s) | Année(s)                                                                     |
| ---- | --------------------- | -------- | ---------------------------------------------------------------------------- |
| 1    | ASC Jaraaf            | 13       | 1968, 1970, 1975, 1976, 1977, 1982, 1989, 1995, 2000, 2004, 2010, 2018, 2025 |
| 2    | ASC Jeanne d'Arc      | 10       | 1960, 1969, 1973, 1985, 1986, 1988, 1999, 2001, 2002, 2003                   |
| 3    | AS Douanes            | 6        | 1993, 1997, 2006, 2007, 2008, 2015                                           |
| 4    | ASC Sonacos           | 4        | 1980, 1983, 1987, 1996                                                       |
| 4    | US Gorée              | 4        | 1978, 1981, 1984, 2016                                                       |
| 6    | ASFA Dakar            | 3        | 1971, 1972, 1974                                                             |
| 6    | ASAC Ndiambour        | 3        | 1992, 1994, 1998                                                             |
| 6    | UCST Port Autonome    | 3        | 1990, 1991, 2005                                                             |
| 6    | AS Génération Foot    | 3        | 2017, 2019, 2023                                                             |
| 10   | Casa Sports           | 2        | 2012, 2022                                                                   |
| 10   | Teungueth FC          | 2        | 2021, 2024                                                                   |
| 12   | US Rail               | 1        | 1962                                                                         |
| 12   | Olympique de Thiès    | 1        | 1964                                                                         |
| 12   | Saint-Louisienne      | 1        | 1966                                                                         |
| 12   | Espoir de Saint-Louis | 1        | 1967                                                                         |
| 12   | AS Police             | 1        | 1979                                                                         |
| 12   | ASCE La Linguère      | 1        | 2009                                                                         |
| 12   | US Ouakam             | 1        | 2011                                                                         |
| 12   | Diambars FC           | 1        | 2013                                                                         |
| 12   | AS Pikine             | 1        | 2014                                                                         |

## Meilleurs buteurs
| Saison    | Buteur(s)                            | Club                         | Nombre de buts |
| --------- | ------------------------------------ | ---------------------------- | -------------- |
| 2008-2009 | Serigne Cheikh Diouck                | ASCE La Linguère             | 8              |
| 2009-2010 | Emile Paul Tendeng,                  | Casa Sports                  | 9              |
| 2010-2011 | Ciré Dia,                            | ASC Jaraaf                   | 9              |
| 2011-2012 | Alassane Diallo.                     | US Gorée                     | 9              |
| 2012-2013 | Elhadji Fine Bop / Mouhamadou Drame. | Olympique de Ngor / DUC      | 12             |
| 2013-2014 | Ibrahima Diop                        | ASC Jaraaf                   | 16             |
| 2014-2015 | Ousseynou Boye / Ciré Dia            | Diambars FC / ASC Jaraaf     | 9              |
| 2015-2016 | Pape Ibnou Ba.                       | ASCE La Linguère             | 17             |
| 2016-2017 | Ibrahima Niane                       | Génération Foot              | 19             |
| 2017-2018 | Amadou Dia Ndiaye                    | Génération Foot              | 16             |
| 2018-2019 | Pa Omar Jobe                         | ASAC Ndiambour               | 12             |
| 2019-2020 | Bamba Dieng                          | Diambars FC                  | 13             |
| 2020-2021 | Jean Louis Diouf                     | Génération Foot              | 12             |
| 2021-2022 | Bouly Sambou / Ngagne Fall.          | ASC Jaraaf / Génération Foot | 17             |
| 2022-2023 | Abdoulie Kassama                     | Casa Sports                  | 12             |
| 2023-2024 | Souleymane Cissé                     | ASC Jaraaf                   | 10             |
| 2024-2025 | Pape Doudou Diallo                   | ASCE La Linguère             | 11             |